# Clubul Sportiv Municipal București (pallamano maschile)
Il Clubul Sportiv Municipal București, meglio noto come CSM Bucarest, è la sezione di pallamano maschile dell'omonima polisportiva rumena con sede a Bucarest. Milita in Liga Națională, la massima serie del campionato rumeno di pallamano maschile. Nel 2019 ha vinto il suo primo trofeo internazionale, conquistando la EHF Challenge Cup.

## Palmarès

### Competizioni nazionali
- Coppa di Romania: 1

2015-2016

### Competizioni internazionali
- Challenge Cup: 1

2018-2019